# Élections régionales de 1978 en Vallée d'Aoste
Les élections pour la VIIe législature du Conseil de la Vallée d'Aoste se sont déroulées le 25 juin 1978.

## Résultats électoraux
| partis                                                             | voix   | voix (%) | sièges |
| ------------------------------------------------------------------ | ------ | -------- | ------ |
| Union valdôtaine (UV)                                              | 18 318 | 24,75 %  | 9      |
| Démocratie chrétienne (DC)                                         | 15 723 | 21,24 %  | 7      |
| Parti communiste italien (PCI)                                     | 14 442 | 19,51 %  | 7      |
| Démocrates populaires (DP)                                         | 8 702  | 11,76 %  | 4      |
| Parti socialiste italien (PSI)                                     | 2 648  | 3,58 %   | 1      |
| Union valdôtaine progressiste (UVP)                                | 2 316  | 3,13 %   | 1      |
| Autonomie socialiste (AS)                                          | 1 960  | 2,65 %   | 1      |
| Parti socialiste démocratique italien (PSDI)                       | 1 543  | 2,08 %   | 1      |
| Démocratie prolétarienne                                           | 1 454  | 1,96 %   | 1      |
| Parti républicain italien (PRI)                                    | 1 395  | 1,88 %   | 1      |
| Alliance pour la Liberté et le Progrès (ALP) (PLI et indépendants) | 1 318  | 1,78 %   | 1      |
| Artisans et commerçants valdôtains (ACV)                           | 1 118  | 1,51 %   | 1      |
| Alternative radicale                                               | 976    | 1,32 %   | 0      |
| Mouvement social italien - Droite nationale (MSI-DN)               | 949    | 1,28 %   | 0      |
| Écologie valdôtaine                                                | 559    | 0,76 %   | 0      |
| Rassemblement ouvrier socialiste                                   | 389    | 0,53 %   | 0      |
| Démocratie nationale - Constituant de droite                       | 205    | 0,28 %   | 0      |
| Total                                                              | 74 015 | 100,00 % | 35     |

Sources: Ministero dell'Interno, ISTAT, Istituto Cattaneo, Conseil Régional de la Vallée d'Aoste

## Sources
- (it) Cet article est partiellement ou en totalité issu de l’article de Wikipédia en italien intitulé « Elezioni regionali in Valle d'Aosta del 1978 » (voir la liste des auteurs).